# Capu Dealului (okręg Gorj)
Capu Dealului – wieś w Rumunii, w okręgu Gorj, w gminie Brănești. W 2011 roku liczyła 827 mieszkańców.